# Małgorzata z Szamotuł
Małgorzata z Szamotuł herbu Nałęcz (zm. 5 listopada 1464 w Raciborzu) – księżna bełska w 1442, księżna raciborska w latach 1445–1456 jako żona Wacława II i 1456–1464 najpierw jako regentka, potem współrządca syna Jana V.
Małgorzata była córką kasztelana międzyrzeckiego i starosty ruskiego Wincentego Świdwy z Szamotuł, oraz Anny nieznanego pochodzenia. 
Była dziedziczką olbrzymiego majątku ojca. O jej rękę zaczął się starać książę bełski z dynastii Piastów, Kazimierz II. Uroczysty ślub odbył się 22 czerwca 1442 w Turobinie. Krótko po ślubie, 15 września 1442, książę bełski niespodziewanie zmarł, najprawdopodobniej na panującą w okolicy zarazę. Małżeństwo to było bezdzietne. Po tym wydarzeniu Małgorzata wróciła do rodzinnych posiadłości na Rusi. 
Na przełomie 1444 i 1445 córka Wincentego z Szamotuł ponownie wyszła za mąż za przedstawiciela książęcego rodu. Tym razem jej wybrańcem był Przemyślida, książę raciborski Wacław II. Od tego momentu Małgorzata przyjęła tytuł księżny raciborskiej, aktywnie wspierając politykę męża, zwłaszcza ułatwiając mu kontakty z Polską. Przejawem bliskich stosunków z Krakowem był udział Małgorzaty i Wacława II w koronacji Kazimierza IV Jagiellończyka w 1447. 12 stycznia 1445 otrzymała od swojego męża folwark brzeźnicki.
29 października 1456 Małgorzata owdowiała po raz drugi. Z małżeństwa z Wacławem II doczekała się syna Jana V oraz córek Katarzyny (wydanej za kasztelana nakielskiego, Włodka z Danaborza), Heleny (żony kasztelana międzyrzeckiego, Jana Ostroroga) i Anny. Z powodu małoletniości syna objęła na kilka lat regencję w księstwie, utrzymując realny wpływ na władzę nawet po osiągnięciu przez niego pełnoletniości.
Małgorzata z Szamotuł zmarła 5 listopada 1464 i została pochowana w klasztorze dominikanek w Raciborzu.